# 零Code PM
0 Code PM、零Code PM為香港資訊科技界的職場現象，是對沒有軟件開發知識或經驗的軟件項目管理者群體的貶稱或嘲諷。

## 詞源
「0 Code PM」是由數字「0」，英語中的代碼「Code」以及職銜項目經理Project Manager縮寫「PM」所組成的混成詞、互聯網用語，可追溯到2010年代香港資訊科技界的網上討論區、社群網路服務帖文，有多個討論帖提及有關沒有軟件開發經驗的團隊所遇到的經歷，常見的討論內容圍繞有關軟件開發的項目經理缺乏For迴圈的基本編程知識概念。
此職場現象源於千禧年後的網際網路泡沫，由於對資訊科技行業前景的憂慮，香港就讀資訊科技相關科目的學生人數大幅減少，資訊科技人力資源短缺的招聘情況趨勢、人才斷層現象或在工作環境中出現冗員的情況。

## 釋義
此詞反映程式編寫員對軟件工程項目管理者濫權，職場霸凌，人事關係摩擦或期望落差的擔憂；凸顯出資訊科技界中管理者在決策過程中的欠缺專業技術知識或領導能力，只以軟技能解決電腦軟件開發團隊中所遇到的技術困難。

## 類比
套用香港其他行業常見的職場現象——此詞可視為粵語俚語中「外行人管內行人」的類比。
在經濟學的貨幣理論中——此詞可視為「劣幣驅逐良幣」的類比。
在管理學中——此詞可視為《彼得原理》一書中所提及「木桶理論」的類比。
在組織病象中——此詞可視為專業知識被稀釋的類比。

## 網絡文化延伸

### 中国大陆
中國網路及軟體行業的員工間有關劣幣驅逐良幣现象的討論。

### 台湾
於2020後的一波香港移民潮，部份香港資訊科技界的軟件項目管理者移民到台灣，台灣網絡論壇及部落格特此討論。

## 另見
- 《IT狗》——「IT狗」為另一個香港資訊科技界從業員的自嘲，亦同為2022年在香港ViuTV播出有關香港資訊科技界新創企業創業故事改編的電視劇劇名
- 996工作制——中國網路及軟體行業的員工間的网络流行语
- 碼農——中國網路及軟體行業的員工間的网络流行语
- 技术大牛——中國網路及軟體行業的員工間的网络流行语
- 肥貓——台灣職場上的政治術語

## 外部連結
- 0 code PM 在潮語字典的條目 （页面存档备份，存于）